# Lachnopodus subacutus
Lachnopodus subacutus är en kräftdjursart som först beskrevs av William Stimpson 1858.  Lachnopodus subacutus ingår i släktet Lachnopodus och familjen Xanthidae. Inga underarter finns listade i Catalogue of Life.